# Kesjelta
Kesjelta (georgiska: ქეშელთა) är ett vattendrag i Georgien. Det ligger i den norra delen av landet, 120 km nordväst om huvudstaden Tbilisi.